# Jacek Duda
Jacek Duda (* 3. Juli 1963 in Warschau) ist ein ehemaliger polnischer Basketballnationalspieler. Nach dem Studium in den Vereinigten Staaten spielte Duda als professioneller Spieler in der deutschen Basketball-Bundesliga, in der er 1989 mit Steiner Bayreuth deutscher Meister wurde. Nach den Revolutionen im Jahr 1989 spielte er auch wieder in seiner polnischen Heimat, für die er noch einmal Nationalspieler beim EM-Endrundenturnier 1991 wurde. Nach mehreren Jahren beim MTV 1846 Gießen beendete Duda seine aktive Karriere 1998 beim damaligen Zweitligisten TV 1860 Lich.

## Karriere
Duda setzte sich 1982 während einer USA-Reise, welche er mit der polnischen Nationalmannschaft unternahm, auf dem Flughafen von Colorado Springs von der Auswahl ab und blieb in den Vereinigten Staaten. In dem Land waren zu diesem Zeitpunkt bereits sein Bruder und seine Eltern ansässig. Jacek Duda besuchte zunächst die Central Falls High School (gehörte jedoch nicht nur Basketballmannschaft) und bekam dann einen Studienplatz am Providence College, wo er von 1983 an studierte und für die Hochschulmannschaft Friars in der damaligen Big East Conference der NCAA Division I spielte. 1985 übernahm der damals noch relativ unbekannte Rick Pitino, zuvor Trainerassistent bei den New York Knicks in der Profiliga NBA, die Mannschaft als Trainer, die sich unter ihm 1986 für das National Invitation Tournament qualifizieren konnte, der ersten Teilnahme an einem bedeutenden Postseason-Turnier der NCAA seit acht Jahren für die Mannschaft. Hier schied man nach einer Niederlage mit einem Punkt Unterschied im Viertelfinale gegen die Bulldogs der Louisiana Tech University aus. Ein Jahr später qualifizierten sich die Friars dann auch wieder für die landesweite NCAA-Endrunde, in der sie sehr überraschend an Pitinos späterer Wirkungsstätte in Louisville (Bundesstaat Kentucky) die Hoyas der Georgetown University besiegten und sich erstmals seit 1973 für das prestigeträchtige Final-Four-Turnier qualifizierten. Im Halbfinale mussten sich die Friars jedoch den favorisierten Orangemen der Syracuse University geschlagen geben. Während seiner Zeit am Providence College half Duda seinem Landsmann Waldemar Sender bei der Flucht von jenseits des Eisernen Vorhangs, was seinen Trainer Pitino zu dem lapidaren Spruch veranlasste: “It’s the first steal Jacek has had in more than a year and a half.” (NCAA-News: Basketball notes – Quotes of the week, deutsch: „Das ist der erste Steal, den Jacek in den letzten anderthalb Jahren hatte.“) Der großgewachsene Duda, der auf der Center-Position zum Einsatz kam, trat in 95 Spielen mit der Hochschulmannschaft an und erzielte im Schnitt 2,5 Punkte je Begegnung. Er war nicht gerade für seine Agilität bekannt, weshalb Pitino auch eine Übungsform nach ihm benannte. Seine fehlende Athletik war dann auch ein Grund, weshalb er nach Studienende keinen Vertrag in der Profiliga NBA bekam.
Stattdessen spielte Duda ab 1987 in der deutschen Basketball-Bundesliga zunächst für den SSV Goldstar Hagen. Nach einem Jahr wechselte Duda zum Pokalsieger BG Steiner Bayreuth, der unter Trainer Lester Habegger ambitioniertere Ziele verfolgte und 1989 das Double aus Meisterschaft und Pokalwettbewerb errang. Duda war in der Saison 88/89 für Bayreuth zunächst nur im Europapokal und DBB-Pokal einsatzberechtigt, in den fünf Spielen um die deutsche Meisterschaft gegen Leverkusen kam er dann auf einen Mittelwert von 5,6 Punkten je Begegnung. Nach den Revolutionen im Jahr 1989 spielte Duda dann auch wieder in seiner polnischen Heimat für Polonia und Legia aus seiner Geburtsstadt Warschau sowie Polonia aus Przemyśl. In dieser Zeit wurde er auch wieder in die polnische Nationalmannschaft berufen und erreichte mit ihr bei seiner einzigen Endrundenteilnahme bei der Basketball-Europameisterschaft 1991 den siebten Platz. 1993 kehrte Duda in die deutsche Bundesliga zurück, wo er für den MTV 1846 Gießen spielte, mit dem er zunächst dreimal hintereinander in der ersten Play-off-Runde um die Meisterschaft ausschied. In der Bundesliga-Spielzeit 1996/97 verpassten die Gießener auf dem zehnten Platz die Play-offs und der mittlerweile 34-jährige Duda spielte anschließend noch eine weitere Saison in der 2. Bundesliga (1997/98) für den Gießener Kooperationsverein TV 1860 Lich, die in der Relegationsrunde mit den Erstligisten den Aufstieg zunächst verpassten. Anschließend beendete Duda seine Spielerkarriere.

## Sonstiges
Duda besitzt neben der polnischen auch die deutsche Staatsbürgerschaft.